# Siergiej Burnaszew
Siergiej Nikołajewicz Burnaszew, ros. Сергей Николаевич Бурнашев (ur. w 1875 roku w majątku Spasskij w guberni kurskiej, zm. 1 listopada 1944) – rosyjski urzędnik państwowy, pisarz i publicysta, emigrant.
W 1897 roku ukończył liceum aleksandrowskie w Petersburgu. Pracował w kancelarii Komitetu Ministrów jako młodszy, a następnie starszy zastępca naczelnika 1 wydziału. W 1901 roku opublikował książkę pt. „Nowyje matieriały dla żyznieopisanija i diejatielnosti S. D. Burnaszewa, bywszego w Gruzii s 1783 po 1787 g”. Brał udział w wojnie rosyjsko-japońskiej. Następnie był członkiem Rosyjskiego Zebrania. W latach 1906–1912 wybrano go do Rady Rosyjskiego Zebrania. Wchodził ponadto w skład komitetu redakcyjnego zbioru pt. „Kniga Russkoj Skorbi”. Pisał artykuły, w których przedstawiał poglądy popierające ruch Czarnej Sotni. W 1913 otrzymał tytuł kamerherra. W 1914 roku mianowano go radcą państwowym. Na przełomie 1914 i 1915 roku został urzędnikiem do specjalnych poruczeń 5 klasy przy namiestniku na Kaukazie. Wybrano go deputowanym zebrań ziemskich ujezdu fatieżskiego i guberni kurskiej. Był też sędzią pokoju. Ufundował 2 szkoły ludowe w ujeździe fatieżskim. Patronował szkole podstawowej i gimnazjum żeńskiemu. Ponadto był członkiem Petersburskiego Instytutu Archeologicznego, kostromskiej i kurskiej gubernialnej komisji archiwalnej oraz sekretarzem Rosyjskiego Stowarzyszenia Genealogicznego. Po rewolucji bolszewickiej 1917 roku wyjechał do Polski. Wiadomo, że w 1929 roku zamieszkiwał w Warszawie.